# 889 (numero)
Ottocentottantanove (889) è il numero naturale dopo l'888 e prima dell'890.

## Proprietà matematiche
- È un numero dispari.
- È un numero composto con 4 divisori: 1, 7, 127, 889. Poiché la somma dei suoi divisori (escluso il numero stesso) è 135 < 889, è un numero difettivo.
- È un numero semiprimo.
- È un numero nontotiente in quanto dispari e diverso da 1.
- È un numero palindromo e un numero ondulante nel sistema posizionale a base 13 (535) e in quello a base 24 (1D1).
- È un numero odioso.
- È un numero intero privo di quadrati.
- È un numero congruente.
- È parte delle terne pitagoriche (889, 3048, 3175), (889, 8040, 8089), (889, 56448, 56455), (889, 395160, 395161).

## Astronomia
- 889 Erynia è un asteroide della fascia principale del sistema solare.
- NGC 889 è un galassia spirale della costellazione della Fenice.

## Astronautica
- Cosmos 889 è un satellite artificiale russo.